# 8347 Lallaward
8347 Lallaward eller 1987 HK är en asteroid i huvudbältet som upptäcktes den 21 april 1987 av det amerikanska astronom paret Eugene M. och Carolyn S. Shoemaker vid Palomar-observatoriet. Den är uppkallad efter den brittiska skådespelerskan Lalla Ward.
Asteroiden har en diameter på ungefär 5 kilometer och den tillhör asteroidgruppen Astraea.